# Лункин, Владимир Вячеславович
Владимир Вячеславович Лункин  (11 января 1990, Кизляр) — российский автогонщик.

## Карьера
Владимир начал гоночную карьеру в 1999 году в возрасте 9 лет, когда отец Вячеслав Лункин привел его на картинг, а уже в 2003 году Владимир удачно дебютировал на чемпионате по картингу среди молодежи «Форсаж 1», где занял первое место. После этой победы он продолжил дальнейшие тренировки и выступления на любительских соревнованиях и в 2011 году получил приглашение принять участие в программе кольцевых гонок «Audi Racing Program 2011».
Первый этап программы прошёл в Москве на полигоне «AUDIQUATTRO ® CAMP Яхрома», по итогам кольцевой гонки Владимир вошёл в 5-ку лучших пилотов. Второй этап проходил в Германии на полигоне Гросс Дольн, там он занял 3 место.
В 2012 году Владимир принял участие в первом в истории национальном чемпионате «Формула-Россия» , где занял 3 место. Сезон состоял из 4-х этапов и проходил на трассах в разных городах: Москва, Смоленск, Казань. В том же году Владимир принял участие в 5 этапе «MaxPowerCars Yokohama Open Cup» на автодроме «Moscow Raceway», где  занял снова почетное 3 место.
В 2013 году Владимир Лункин стал первым российским пилотом, вышедшим на старт гонок европейского чемпионата Renault Megane Trophy. Этот сезон он провел в команде Oregon, одной из сильнейших, став девятым в общем зачете и шестым в зачете юниоров. Лучший финиш Владимира в сезоне 2013 - 4-е место на этапе в Спа.
Дальнейшую карьеру он решил продолжить в кузовных гонках на выносливость и выйти на мировой уровень в профессиональном автоспорте.
Сезон 2014 года начался для уже опытного пилота с успешного выступления в гонке «24 часа Дубая», где он в составе команды  Black Falcon  занял второе место в классе 997 . Успешным продолжением - стало подписание контракта с немецкой командой на весь сезон 2014 в Blancpain Endurance Series , где Лункин сел за руль Mercedes SLS AMG GT3. По итогам прошедших 5 этапов самой сложной гонкой для Владимира стала самая известная и длинная гонка серии  "24 часа Спа". Одним из самых ярких моментов этой гонки стал эпизод борьбы с Aston Martin Педро Лами, имеющего опыт выступлений в "Формуле-1". За час и 15 минут до финиша Mercedes Владимира находился в очковой зоне, однако, поломка привода отбросила машину в середину пелотона, что, впрочем, нисколько не принижает успеха экипажа, который смог по ходу гонки опередить 38 машин, стартовав с предпоследнего места из-за поломки мотора во время тренировочной сессии.
Самым успешным для Владимира стал пятый заключительный этап «Blancpain Endurance Series 2014», прошедший на немецком треке Нюрбургринг. Гонка, носившая официальное название «iRacing.com Nürburgring 1000 km», длилась шесть часов и проходила в сложнейших дождливых условиях. Старт был дан за машиной безопасности, которая, появившись на трассе во второй раз в середине гонки, позволила командам применить разную стратегию пит-стопов. Лучше всех с этой задачей справились в команде Black Falcon, которую в этом сезоне и представлял экипаж Владимира Лункина. Это позволило ей вывести свои машины на 1 и 8 места в абсолютном зачете за счет более поздних, чем у соперников, пит-стопов. Стартовавший с 27 места экипаж Владимира Лункина, Андерса Фъордбаха и Девона Модела начал борьбу за позиции на подиуме через 3 часа после начала гонки, которая увенчалась успехом. В итоге - вторая ступень подиума в классе Pro-Am. Стабильный пилотаж и ошибки основных соперников, экипажей Villobra Corse и GT Academy на Ferrari и Nissan, позволили подняться до второго места в классе и удержать эту позицию, несмотря на одну пенализацию и один разворот после контакта с Nissan. Владимир Лункин завершал гонку в своем экипаже двойным стинтом, поэтому ему удалось проехать на сликах под конец дистанции, когда дождь, наконец, прекратился.
Поскольку эта гонка в два раза длиннее стандартной дистанции гонок этого чемпионата, за неё начислялись двойные очки, в результате чего команда Black Falcon смогла занять восьмое место в командном зачете Pro-Am по итогам сезона, а Владимир Лункин - тринадцатое  в личном зачете этого класса.